# Rhododendron cyrtophyllum
Rhododendron cyrtophyllum är en ljungväxtart som beskrevs av Herbert Fuller Wernham. Rhododendron cyrtophyllum ingår i släktet rododendron, och familjen ljungväxter. Inga underarter finns listade i Catalogue of Life.